# عصائبية الأرز
عصائبية الأرز (بالإنجليزية: Rice noodles)‏ هي عصائبية تصنع من الأرز. المكونات الرئيسية هي دقيق الأرز والماء. في بعض الأحيان يتم إضافة مكونات مثل تابيوكا أو نشا الذرة من أجل تحسين الشفافية أو زيادة الملمس الجيلاتيني والمطاطي للنودلز.
عصائبية الأرز من المأكولات الأكثر شيوعًا في شرق وجنوب شرق آسيا، وتتوفر طازجة ومجمدة ومجففة، وبأشكال مختلفة السمك والقوام. لسوء الحظ فأن العصائبية الطازجة شديدة التلف. حيث تمتد فترة الصلاحية لعدة أيام فقط. يمكن تمديد فترة الصلاحية عن طريق التجفيف وإزالة الرطوبة منها.